# Mainframe (personaje de Transformers)
Mainframe es un personaje ficticio del universo de Transformers, es uno de los científicos Autobots más destacados que Perceptor, Ratchet y Wheeljack.

## Historia Generación 1
Mainframe fue uno de los supervivientes de la masacre Fondo Kimia. Él se escapó a bordo de una cápsula de escape pilotado por Chromedome y Brainstorm. Fue salvado por Arcee, quien dijo a los sobrevivientes del plan D-Void para destruir el universo y los llevó a todos a Cybertron para detenerlo. véase el cómic The Transformers: More than Meets the Eye
Cuando la luz perdida partió hacia el espacio desconocido en busca de los Caballeros de Cybertron, Mainframe formaba parte de la tripulación del puente. (ver cómic: Liars Parte 1). Él estaba presente entre los Autobots reunidos después de su caída por el espacio cuántico como Rodimus Prime dirigió a las tropas.

## Cómic: Transformers: Rise of the Chevy Autobots (2007)
Mainframe es un monstruo malévolo afiliado a los Decepticons. En lugar de poseer un modo convencional alternativo, Mainframe cambia de forma al drenar la energía de cualquier mecanismo, vivo o inerte. Sin embargo, puede duplicar forma que el mecanismo para el más mínimo detalle.

## Transformers Animated
Es una computadora potencial para el Ministerio de Ciencia Autobot. Aunque su modo alterno es una computadora de datos, sus habilidades para analizar los datos y encontrar patrones da de notar un alto nivel intelectual en todos los Autobots, lo que le valió la distinción durante las Guerras de software. A menudo se le encuentra trabajando en algunos proyectos de muy alto secreto para la Guardia de Elite.